# Дмитрієвка (Стерлібашевський район)
Дми́трієвка (рос. Дмитриевка, башк. Дмитриевка) — присілок у складі Стерлібашевського району Башкортостану, Росія. Входить до складу Старокалкашівської сільської ради.
Населення — 2 особи (2010; 17 в 2002).
Національний склад:
- росіяни — 76%